# Lophocharis gracilis
Lophocharis gracilis is een raderdiertjessoort uit de familie Mytilinidae. De wetenschappelijke naam van deze soort is voor het eerst geldig gepubliceerd in 1960 door Dvoráková.